# Harriet Howard
Harriet (Elizabeth Ann) Howard, född 1823, död 1865, var känd som älskarinna och finansiär till kejsar Napoleon III av Frankrike. 

## Biografi
Elizabeth Ann  Howard var dotter till en skomakare och barnbarn hotellägare i Brighton, och rymde till London med en jockey vid femton års ålder. Howard hade ambitionen att bli skådespelare och antog namnet Harriet Howard, men det nämns ingenting om någon skådespelarkarriär. Hon hade en förbindelse med major Mountjoy Martyn, med vilken hon fick en son, och som gav henne en förmögenhet.
År 1846 mötte hon den franske tronpretendenten Napoleon Bonaparte i Lady Blessingtons salong i London. De inledde ett fast förhållande, och hon fick hand om hans två utomäktenskapliga söner utöver sin egen son. År 1848 följde hon och de tre pojkarna med Bonaparte till Paris, där han blev president, . Hon höll sig i bakgrunden som hans älskarinna och spelade ingen officiell roll, även och förhållandet var allmänt känt. Hon ogillades av prinsessan Mathilde Bonaparte.
Harriet Howard finansierade Napoleons statskupp 1851, varefter han blev kejsare. Efter att han blev monark började han dock leta efter en officiell gemål. Han bröt förbindelsen med Howard vid sitt giftermål med Eugénie de Montijo 1853. Han återupptog den efter bröllopet, men bröt den slutligen på sin makas begäran sex månader senare, då hans hustru krävde det och han behövde hennes samarbete för att få en son och arvinge inom äktenskapet.
Harriet Howard återfick sitt lån till Napoleon, som också gav henne slottet Beauregard med tillhörande ärftlig titel grevinna de Beauregard, och hennes son fick titeln greve de Bechevet, medan Napoleons egna två söner (hennes fostersöner), återvände till sin biologiska mor. Hon gifte sig 1854 med den engelska hästuppfödaren kapten Clarence Trelawney (paret skilde sig 1865, samma år hon avled).